# Beto Simas
Luis Roberto "Beto" Simas, bardziej znany jako Beto Simas lub jako Mestre Boneco (ur. 21 lipca 1962 w Rio de Janeiro, w stanie Rio de Janeiro) – brazylijski adept capoeiry, aktor i model. 
Jest jednym z założycieli Grupo Capoeira Brazylii, utworzonej w 1989 w Niterói, w stanie Rio de Janeiro. Był bohaterem brazylijskich magazynów m.in. "Eva Wilma - Amiga TV Tudo" (8 sierpnia 1995) i "Mensch" (23 lipca 2011). 
Był instruktorem capoeiry aktorki Halle Berry, gdy przygotowywała się do roli Catwoman w filmie Kobieta-Kot (Catwoman, 2004).
W 1986 r. ożenił się z producentką filmową Aną Paulą Sang, lecz w 2013 r. doszło do rozwodu. Mają trzech synów: Bruno (ur. 9 grudnia 1986), Rodrigo (ur. 6 stycznia 1992) i Felipe (ur. 26 stycznia 1993), który w kwietniu 2013 r. został ojcem Joaquima. 

## Wybrana filmografia
- 1984: Nastolatki (Os Adolescentes) jako Guilherme
- 1992: Wieczór kawalerski (Despedida de Solteiro)
- 1994: Podróż (A Viagem) jako Laerte
- 1994: Cztery po cztery (Quatro por Quatro)
- 1994: Twoja decyzja (Você Decide - "A Vida Não Acabou")
- 1996: Trening (Malhação) jako Júlio Herman (sezon 2)
- 1997: Talent łowcy (Caça Talentos) jako Pedrinho Estampa
- 1997: Twoja decyzja (Você Decide - "Striptease")
- 1998: Trening (Malhação) jako Hugo (sezon 4)
- 1999: Wieża Babel (Torre de Babel) jako Guga
- 1999: Hans Staden jako Nhaepepô
- 2001: Powieść, powieść (Novela Novela) jako Chicão
- 2005: Boneco Capoeira jako Master Boneco
- 2006: Capoeira Brasil Tempe Batizado jako Mestre Boneco
- 2007: CBT: 2nd Annual Batizado 2007 jako Ele mesmo
- 2008: Capoeira Brasil Tempe - Rodas 2008 jako Mestre Boneco
- 2009: Capoeira Brasil Tempe 2008 Batizado jako Mestre Boneco